# Miss Angola

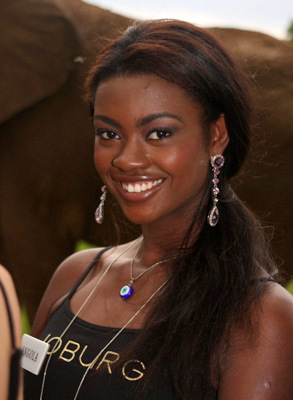
Brigite dos Santos, rappresentante dell'Angola a Miss Mondo 2008.

Miss Angola è un concorso di bellezza tenuto annualmente per selezionare le rappresentanti dell'Angola per i concorsi internazionali Miss Mondo e Miss Universo.

## Albo d'oro[1]
| Anno | Rappresentante per Miss Universo | Rappresentante per Miss Mondo           |
| 1998 | Emilia Guardano                  | Maria Cortez de Lemos                   |
| 1999 | Egídia Torres                    | Lorena Silva                            |
| 2000 | Eunice da Cunha Manita           | Deolinda Manuel Vilela                  |
| 2001 | Hidianeth Luisa Cussema          | Alexandra Da Rocha                      |
| 2002 | Geovana Pinto Leite              | Rosa Mujinga Muxito                     |
| 2003 | Ana José Sebastião (Top 15)      | Celma Antunes Carlos                    |
| 2004 | Telma de Jesus Sonhi (Top 15)    | Silvia João de Deus                     |
| 2005 | Zenilde Josias                   |                                         |
| 2006 | Isménia Júnior                   | Stiviandra Oliveira (4ª classificata)   |
| 2007 | Micaela Patricia Reis (Top 10)   | Micaela Patricia Reis (2ª classificata) |
| 2008 | Lesliana Pereira                 | Brigite dos Santos (4ª classificata)    |
| 2009 | Nelsa Alves                      | Nadia Silva                             |
| 2010 | Jurema Ferraz                    | Ivanita Jones                           |
| 2011 | Leila Lopes                      |                                         |
| 2012 | Marcelina Vahekeni               | Edmilza Santos                          |